# Sarcedo
Sarcedo ist eine norditalienische Gemeinde (comune) mit 5286 Einwohnern (Stand 31. Dezember 2023) in der Provinz Vicenza in Venetien. Die Gemeinde liegt etwa 17 Kilometer von Vicenza am Astico.

## Geschichte
983 wird Sarcedo erstmals urkundlich erwähnt. Die Burganlage (il castello) wurde 1210 errichtet. Ab 1404 gehört Sarcedo zur Republik Venedig.

## Persönlichkeiten
- Alessandra Cappellotto (* 1968), Radrennfahrerin